# Monokular

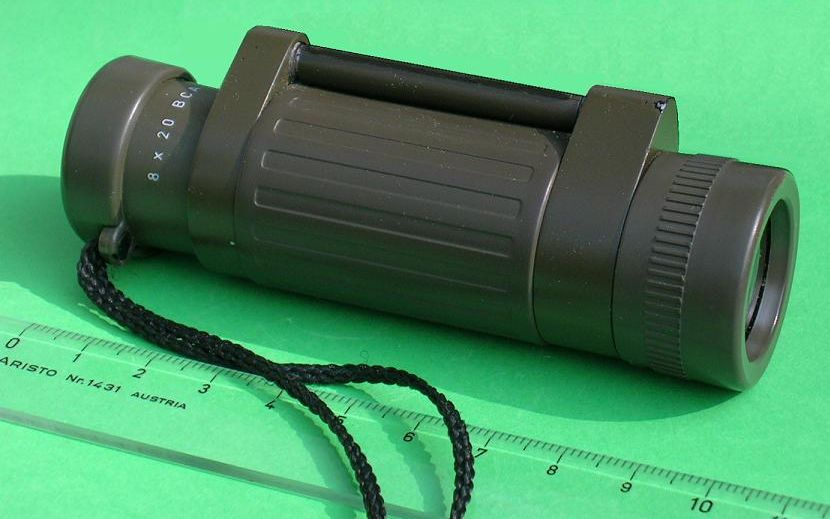
Monokulares 8×20-Fernglas mit Dachkantprismen (Leica, 1985)

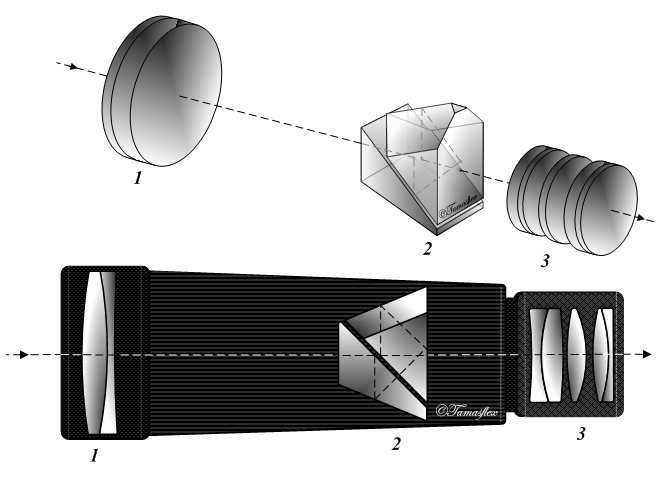
Monokular
1 - Objektiv
2 - Schmidt-Pechan-Umkehrprisma
3 - Ocularlinsen

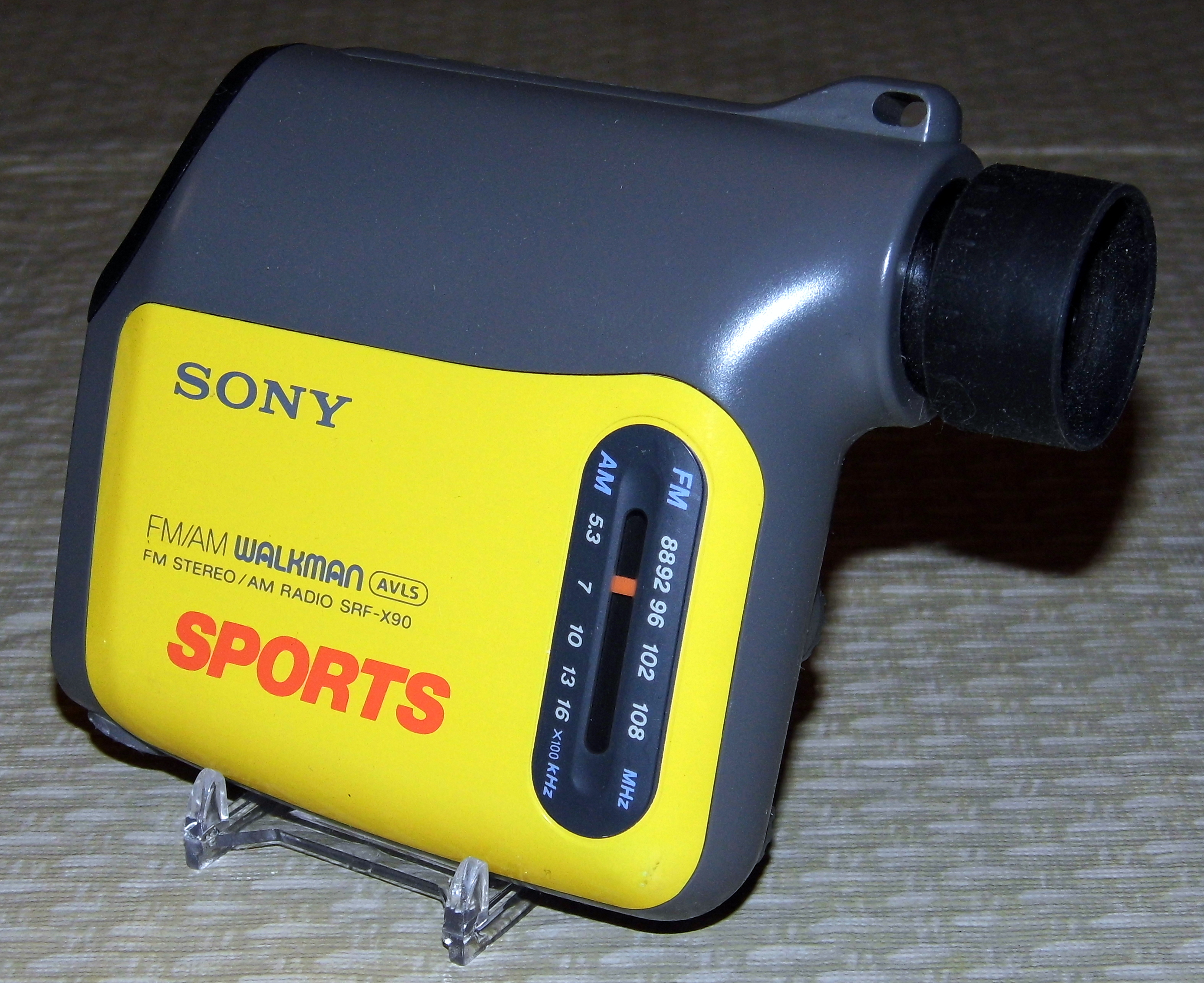
Sony Walkman SRF-X90 mit integrierten 8-fach Monokular

Mit Monokular wird ein optisches Instrument bezeichnet, das für das Betrachten eines Gegenstandes mittels eines einzelnen Auges konzipiert ist. Das Gegenstück dazu sind die Binokulare. Der Begriff ist abgeleitet aus dem Eigenschaftswort monokular (von griech. monos für „ein“ und lat. oculus für „Auge“; siehe Monokel), welches sich auf das monokulare Sehen (Sehen mit nur einem Auge) bezieht.

## Überblick monokulare optische Instrumente
Zu den Monokularen zählen sowohl optische Instrumente, die der Fernbeobachtung dienen, als auch solche, die der Nahbeobachtung dienen. Der Fernbeobachtung dienen die terrestrischen und astronomischen Fernrohre und Spiegelteleskope, Theodolite, einäugigen Ferngläser („Monokulare“ im engeren Sinne) sowie Spektive. Für die stark vergrößernde Nahbeobachtung dienen die traditionellen Lichtmikroskope mit monokularem Einblick. Daneben findet das Prinzip der monokularen Beobachtung und Messung in zahlreichen Spezialinstrumenten Anwendung, z. B. in Refraktometern.

## Monokulare Ferngläser

### Herstellung und Verwendung
Bald nach Patentierung der Porroprismen (1854) wurden monokulare Ferngläser („Monokulare“ im engeren Sinne) entwickelt, erlangten aber keine große Verbreitung, da ihnen in den binokularen Feldstechern ab ungefähr 1900 Konkurrenz erwuchs. Sie wurden danach zwar immer wieder als „halbe“ 6×30- und 8×30-Feldstecher angeboten, weil ihre Herstellung nur etwa 30 bis 50 % eines gleichartigen binokularen Fernglases kostete. Nach einer Phase eher geringerer Produktion und Nachfrage werden sie seit den 1990er Jahren wieder verstärkt und in zahlreichen Varianten gebaut, um als platz-, gewicht- und geldsparende Fernglas-Versionen sowie auch in Spezialgeräten verwendet werden zu können. Ein Nachteil ist allerdings der wenig entspannte Durchblick, der zu rascher Ermüdung führen kann (vergleiche mögliche Gegenmaßnahmen im Abschnitt „Monokulares Sehen“). Ebenfalls sind sie aufgrund ihrer Konstruktion meist seitenlichtempfindlich und weisen ein eher geringes Sehfeld auf. Am ehesten eignen sie sich daher für Situationen, wo jeweils nur kurz auf ein stehendes Ziel geschaut werden muss (z. B. zum Orten oder zum Erkennen eines entfernten Gegenstandes, beim Golf-Spielen, bei der Vermessung oder zur Laser-Entfernungsmessung).

### Optische Kenngrößen und Aufbau des optischen Systems
Für die optischen Eigenschaften und Kenngrößen, wie Vergrößerungszahl, Helligkeit, Distanzeinstellung, Glassorten und Vergütung, sowie für den Aufbau der verschiedenen optischen Systeme gilt sinngemäß das gleiche, wie für binokulare Ferngläser (Feldstecher), so dass auf die dort gemachten Informationen verwiesen sei (vgl. Fernglas#Funktionsprinzip, Kenngrößen und Qualitätseigenschaften).

### Produktübersicht
Die heutigen Bauweisen und Vergütungen der Optik unterscheiden sich stark, wodurch auch erhebliche Unterschiede für die Verwendung und im Preis resultieren. Manche Hersteller bauen sie im Porro-System (z. B. Minox im Macroscope MS 8×25), die meisten aber im gradsichtigen Dachkant-System. Die gebräuchlichsten Glasgrößen sind 3×12 bis 10×25 bzw. 6×30. Das Sehfeld der gängigen Modelle variiert zwischen etwa 96 m (z. B. Tasco 10×25 Camo) und 200 m (z. B. Zeiss 3×12) auf 1000 m Distanz. Der Nahfokus liegt häufig um 0,6 bis 4 m, vereinzelt aber auch bei 0,35 m (Minox Macroscope) bzw. gar 0,2 m (Zeiss 3×12). Teilweise ist die Schärfentiefe nur geringfügig ausgebildet, was ein sehr präzises Fokussieren verlangt (Minox Macroscope), teilweise sind die Geräte auch als Fixfokus-Systeme eingestellt, die eine Fokussierung weder verlangen noch ermöglichen (Eschenbach 4×13, scharf ab 2 m). Im letzteren Falle entscheidet die Akkommodationsfähigkeit des Auges der beobachtenden Person stark, wie scharf sie durch das Gerät sehen kann. Teilweise sind die Geräte optisch so konzipiert, dass sie bei umgekehrtem Durchsehen als Vergrößerungsglas (mit allerdings recht kleinem Ausschnitt und geringer Schärfentiefe) dienen können.
Manche Geräte werden heute auch mit Zoom angeboten (z. B. Luger MZ 5–15×17).
Das Gewicht aller dieser kleinen optischen Instrumente liegt zwischen ca. 45 g (Zeiss 4×12 T) und ca. 212 g (Luger Monokular MD 6×30). 
Es werden auch Monokulare mit stärkerer Vergrößerung angeboten, die einen Übergang in den Bereich der Spektive darstellen. Während manche davon zur Not noch versuchsweise freihändig gehalten werden können (z. B. Leupold Golden Ring 10–20×40 mm Compact mit Geradeaus-Einblick, 447), ist dies bei anderen grundsätzlich nicht mehr möglich (z. B. Vixen Handy Eye 15×50 mit Schrägeinblick, 250 g Gewicht). Sie benötigen ein zumindest einbeiniges, besser ein dreibeiniges Stativ oder eine andere feste Unterlage (zur Not auch ein Autodach).
Laser-Entfernungsmesser, die für verschiedene Beobachtungen und Messungen auf dem Festland (z. B. Jagd, Golf, architektonische Messungen) oder auf dem Wasser verwendet werden, basieren im optischen Teil ebenfalls oft auf dem Prinzip des Monokulars und vergrößern häufig um 6–8-fach. Auch viele Nachtsichtgeräte beruhen auf dem Prinzip der Monokulare, sind aber meist für eine nur geringfügige Vergrößerung von 2- bis 3-fach ausgelegt.

## Monokulares Wahrnehmen und Sehen
Die allgemeinere Bedeutung des monokularen Sehens und Wahrnehmens ist einerseits in der Augenheilkunde relevant, andererseits bei zahlreichen technischen und wissenschaftlichen Arbeiten. Insbesondere an Instrumenten wie Ablese-Mikroskop sowie terrestrisches und astronomisches Fernrohr ist monokulares Sehen die vorherrschende visuelle Beobachtungstechnik. Allerdings kann bei längerem einäugigem Beobachten eine Ermüdung des Auges und eine allgemeine Erschöpfung eintreten. Um dem vorzubeugen, können einige Regeln zur Entspannung beachtet werden, beispielsweise:
- Offenhalten des „unbeteiligten“ Auges (etwa beim Vermessen mit einem Theodolit (Winkelmessinstrument mit Zielfernrohr) oder beim Lichtmikroskopieren)
- Tragen einer Augenklappe (vielfach für Amateurastronomen und Sportschützen empfohlen)
- häufiges, bewusstes Blinzeln, leichtes Massieren des Gesichts, Palmieren.